# Naraka (Phật giáo)
Naraka (tiếng Phạn: नरक, tiếng Pali: निरय, tiếng Trung: 那落迦, Hán Việt: Na-lạc-ca) theo quan niệm của Phật giáo là cảnh giới mà người tạo nghiệp ác sẽ rơi vào, tương đương với địa ngục (chữ Hán: 地獄).
Naraka được chia thành 18 tầng gọi là:
- Quang Tựu Cư
- Cư Hư Thối Lược
- Tang Cư Đô
- Lâu
- Phòng Tốt
- Thảo Ô Ti Thứ
- Đô Lư Nan Đán
- Bất Lư Bán Hô
- Ô Cảnh Đô
- Nê Lư Đô
- Ô Lược
- Ô Mãn
- Ô Tịch
- Ô Hô
- Tu Kiện Cư
- Vị Đô Can Trực Hô
- Khu Thông Đồ
- Trần Mạc

Mỗi tầng đều có những hình phạt khác nhau tùy theo những tội lỗi đã làm khi đang ở trần gian. Đôi khi được phân chia thành bốn loại địa ngục gồm Bát hàn địa ngục, Bát nhiệt địa ngục, Cận biên địa ngục và Cô độc địa ngục.

## Tầng
1. Bạt Thiệt Địa Ngục: nếu ai khi còn sống đã phạm tội li gián, nói dối, phỉ báng, chửi rủa... người khác thì sẽ vào tầng này.
2. Tiễn Đao Địa Ngục: ai ngăn cản các góa phụ lấy chồng sẽ vào tầng này.
3. Thiết Thụ Địa Ngục: những ai làm chia rẽ tình anh em ruột thịt, gia đình sẽ vào tầng này.
4. Nghiệt Kính Địa Ngục: tầng này dành cho những ai đã trốn tội cả đời.
5. Chưng Lung Địa Ngục: tầng này dành cho những ai hãm hại người khác.
6. Đồng Trụ Địa Ngục: những ai còn sống mà phóng hỏa giết người nhân chứng sẽ phải vào tầng này.
7. Đao Sơn Địa Ngục: những ai khinh khi thần linh hoặc sát sinh động vật thì sẽ vào tầng này.
8. Băng Sơn Địa Ngục: người vợ nào không làm tròn bổn nhiệm làm vợ hoặc thông gian thì sẽ vào đây.
9. Dầu Oa Địa Ngục: tầng này dành cho những ai chơi trác tán, mưu đồ trộm cướp.
10. Ngưu Khanh Địa Ngục: những ai đã nghịch đãi súc vật thì sẽ bị chúng trừng phạt lại tại đây.
11. Thạch Áp Địa Ngục: những ai giết hoặc bỏ rơi con của mình sẽ bị vào đây.
12. Thung Cữu Địa Ngục: những ai phí phạm của ăn thì sẽ vào đây.
13. Huyết Trì Địa Ngục: là ngục nặng nhất. Những kẻ bất hiếu sẽ bị trừng trị tại đây.
14. Uổng Tử Địa Ngục: những người tự sát, không biết quý mạng sống mình thì sẽ bị vào đây.
15. Trách Hình Địa Ngục: nếu ai đào mộ người khác cho lợi ích cá nhân thì sẽ vào đây.
16. Hoả Sơn Địa Ngục: ai đút lót hoặc ăn hối lộ sẽ phải vào đây.
17. Thạch Ma Địa ngục: người nào cậy mình có quyền rồi ức hiếp dân lành thì sẽ vào đây.
18. Đao Cư Địa Ngục: tầng này dành cho những người buôn bán dối trá.
19. Đầu Thai Lại Kiếp: tầng này là tầng để cho những người đã xóa sạch tội đầu thai trở lại.